# Библиотека Джона Крерара
Библиотека Джона Крерара /kɹəˈɹɑɹ/ — исследовательская библиотека Чикагского университета. Пользуется популярностью у жителей Чикаго из-за своей технической оснащённости. Несмотря на то, что библиотека находится в частной собственности, она  предоставляет свободный доступ для читателей исследований в области науки, медицины и технологий.
Библиотека основана в 1894 году. Впервые открылась для публики 1 апреля 1897 года, названа в честь  Джона Крерара.
Джон Крерар является основным меценатом библиотеки. Он заработал своё состояние, основав фирму по снабжению железной дороги.

Библиотека упоминается в статье о Чикаго  в "Энциклопедическом словаре Брокгауза и Ефрона", как третья публичная библиотека Чикаго.
третья общественная библиотека открыта в 1897  г.  на  капитал (21/2 милл. долл.) Джона Крерара.

## История
Джон Крерар умер в 1889 году. По его завещанию около 2,6 миллиона долларов из его состояния было передано Чикаго в качестве пожертвования на бесплатную публичную библиотеку, выбранную 
«для создания и поддержания здоровых нравственных и христианских настроений и исключения всех мерзостей и аморальности». 
Чтобы удовлетворить пожелания Джона Крерара, не дублируя существующие библиотеки штата, директора решили ограничить коллекции науками, в том числе историей науки.

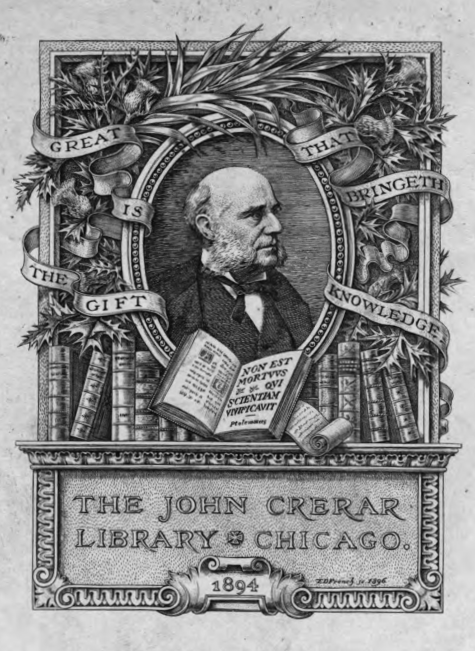

В 1906 году директора расширили миссию библиотеки, включив в нее издания по медицине.
С 1951 года коллекция библиотека сосредоточена на современной науке, технике и медицине.
В 1891 году друзья Джона Крерара лоббировали в  законодательном органе штата Иллинойс  закон о защите библиотек, финансируемых из частных источников, под названием «Закон о поощрении и содействии созданию бесплатных публичных библиотек в городах, деревнях и поселках этого штата».
12 октября 1894 года библиотека была зарегистрирована в соответствии с этим законом. Однако родственники Джона Крерара оспорили его завещание, а затем подали апелляцию в Верховный суд Иллинойса. 19 июня 1893 года завещание было подтверждено.
Библиотека Крерара открылась в здании Маршалл Филд, переехав в 1921 году в собственное здание на северо-западном углу Рэндольф-стрит и Мичиган-авеню. Совет директоров библиотеки учредил строительный фонд из пожертвований 1889 года и намеревался получить разрешение на расположение в Грант-парке. 

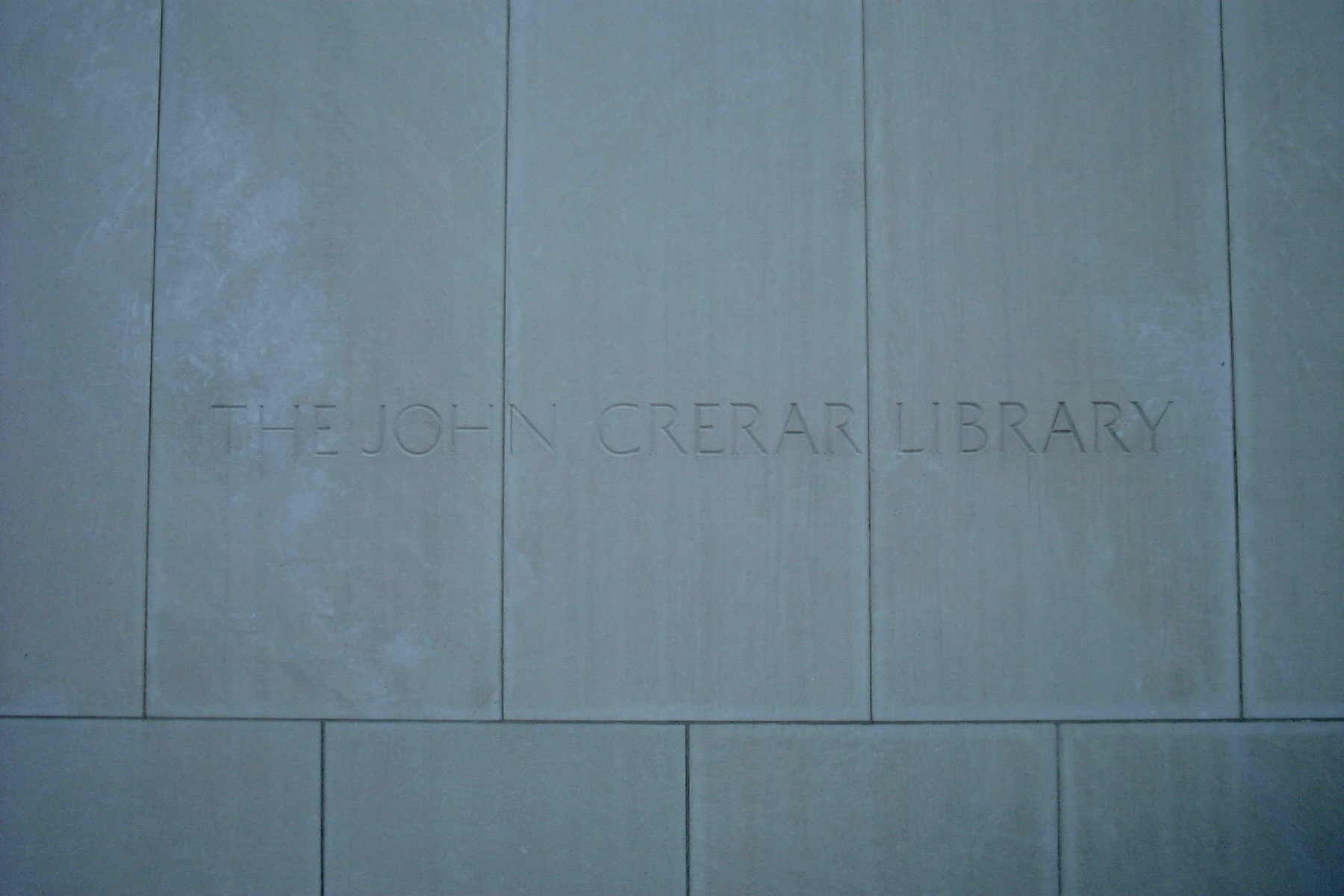

В 1902 году городской совет Чикаго одобрил план, но общественная критика вынудила его построить на северо-западном углу Мичиган-авеню. Первая мировая война отложила открытие 16-этажного проекта Holabird &amp; Roche до 1919 года. Когда в 1950-х годах здание достигло своей максимальной вместимости, директора библиотеки решили присоединиться к университету. Был заключен контракт с Технологическим институтом Иллинойса на предоставление библиотечных услуг его университетскому городку.
В 1962 году библиотека переехала в новое здание, спроектированное архитектором Вальтером Нетчем. Это было 92 000 квадратных футов (8547,0796800000000 м2) с современным международным дизайном, вдохновленным Мис ван дер Роэ. В течение 22 лет своего существования в кампусе Технологического института Иллинойса библиотека Джона Крерара оставалась отдельной организацией, и институт возмещал связанные с ней расходы. Однако к середине 1970-х годов библиотека переросла это здание, и в 1980 году библиотека и институт согласились расторгнуть контракт в течение четырех лет. 13 апреля 1981 года директора договорились объединить коллекцию с научной коллекцией Чикагского университета в новом здании, которое открылось 10 сентября 1984 года Поскольку библиотека была включена в соответствии со специальным законом 1891 года, для слияния требовалось одобрение суда. Условием слияния было то, что объединенная библиотека также останется бесплатной для публики. Слияние с объединенной коллекцией из 900 000 томов было одним из крупнейших в истории американской библиотеки.
| Клемент Уокер Эндрю с | 1895–1928 гг. |
| Дж. Кристиан Бэй      | 1928–1946     |
| Герман Х. Хенкле      | 1947–1969     |
| Уильям С. Будингтон   | 1969–1984     |

После Второй мировой войны библиотека Джона Крерара стала одной из первых, кто предложил платные исследовательские услуги, предназначенные для промышленных и государственных пользователей.
В 1952 году она стала одной из первых библиотек в стране, которая установила телетайп. В настоящее время библиотека предлагает компьютерный поиск в широком спектре научных и медицинских баз данных. С 1950-х годов библиотека предлагает корпоративное членство как для коммерческих, так и для некоммерческих организаций, что теперь включает в себя привилегии заимствования и доступ к библиотекам Чикагского университета. Кроме того, с 1968 по 1979 год Национальная медицинская библиотека США  финансировала библиотеку, которая служила региональной медицинской библиотекой Среднего Запада.

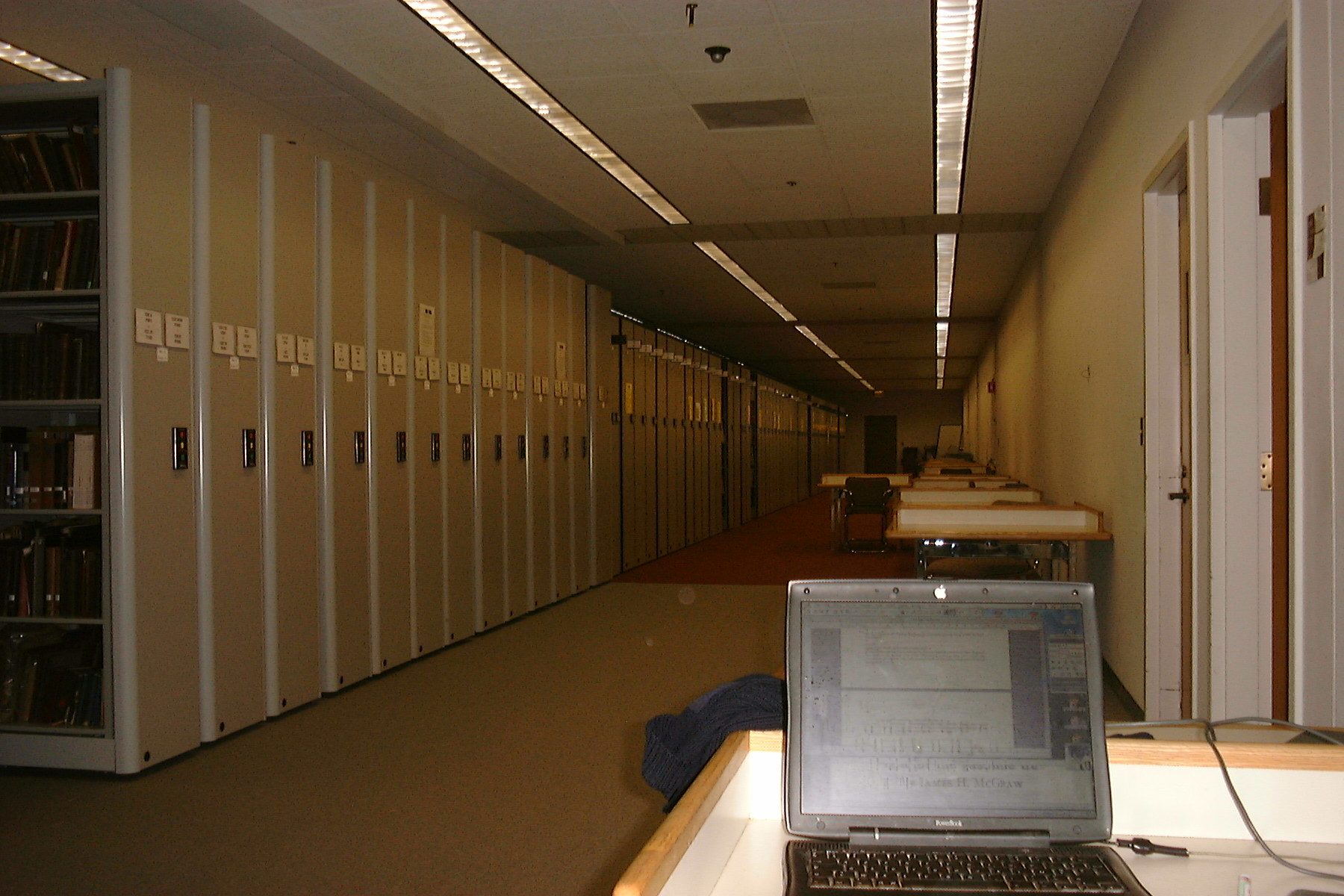
Книгохранилище библиотеки

## Современное состояние

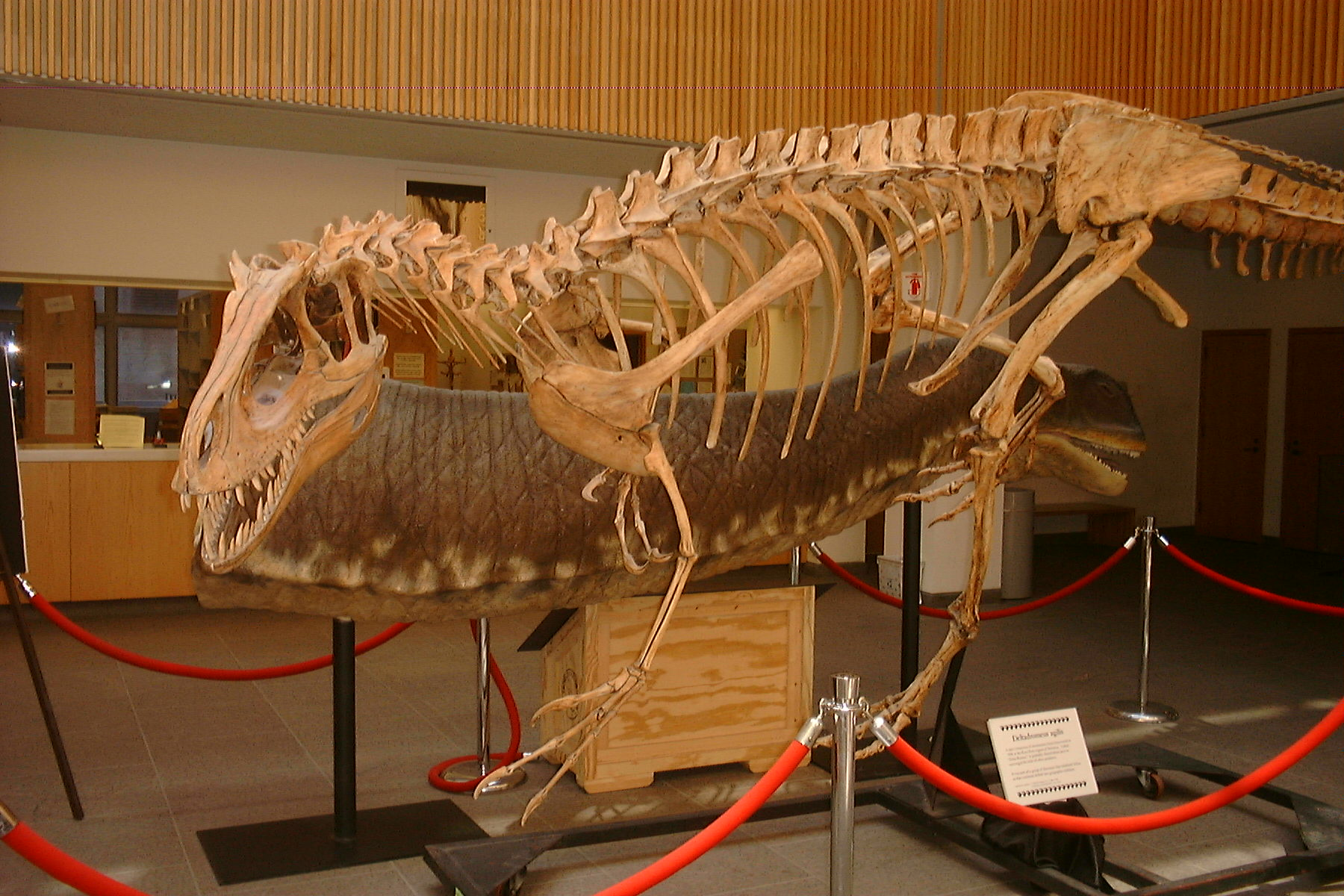
Динозавр в библиотеке

Нынешнее четырехэтажное здание открыто в 1984 году, было спроектировано Stubbins Associates из Кембриджа, штат Массачусетс, и имеет общую площадь 160 836 квадратных футов при размерах 135 футов (41 м) восток-запад на 294 фута (90 м) север-юг, строительство обошлось в 22 млн $.
Здание рассчитано на 1,3 миллиона томов, при этом 770 000 томов на 27 миль (43 км) обычных стеллажей и 530 000 томов на 12 миль (19 км) передвижных компактных стеллажей.
В результате слияния было выделено 300 000 $ на создание отдельного фонда Джона Крерара.
В настоящее время Фонд также спонсирует премию Фонда Джона Крерара за научные труды для студентов колледжей".
Официальный девиз библиотеки Джона Крерара выгравирован на её нынешнем здании: Non est mortuus qui scientiam vivificavit (перевод: «Не умер тот, кто дал жизнь знанию»).
Коллекция Крерара включает 27 000 редких книг, в том числе произведения Коперника, Леонардо да Винчи, Декарта, Франклина и Ньютона.

## Примечание
1. ↑  visited 2007-01-25. Дата обращения: 7 октября 2020. Архивировано 31 мая 2016 года.
2. ↑  Лаврова Елена Борисовна. Строительство библиотечных зданий - малоизвестное направление меценатства и благотворительности // Вестник культуры и искусств. — 2008. — Вып. 2 (14). — ISSN 2542-0917. Архивировано 10 октября 2016 года.
3. ↑  The Week In Chicago: Crerar Library's First Anniversary Celebrated (PDF). New York Times. 15 мая 1898. p. 24. Дата обращения: 14 февраля 2010.
4. 1 2 3 4 5 6  Tutle, Oliver W. Service to Science: the Crerar Legacy (PDF). Архивировано (PDF) 1 марта 2012. Дата обращения: 4 марта 2010.
5. ↑  New York Times, The Chicago Tribune, June 20, 1893
6. ↑  Stamper, John W., «Chicago's North Michigan Avenue», pp. 30–1, The University of Chicago Press, 1991, ISBN 0-226-77085-0.
7. ↑  Paul V. Galvin Library – History of the Galvin Library. Дата обращения: 7 октября 2020. Архивировано 9 мая 2008 года.
8. 1 2  Budington, William S. The Services Program (PDF). Архивировано (PDF) 1 марта 2012. Дата обращения: 4 марта 2010.
9. 1 2 3  Architectural Data and Facts. Дата обращения: 7 октября 2020. Архивировано 3 марта 2016 года.
10. ↑  Crerar Computer Search Services. Дата обращения: 4 марта 2010. Архивировано 30 апреля 2010 года.
11. ↑  Crerar Prize. Дата обращения: 7 октября 2020. Архивировано 30 июня 2016 года.